# 申信愛
申信愛（1959年4月22日—），韓國女演員。MBC第9期公開選拔演員。

## 演出作品

### 電視劇
- 1998年：KBS《小姐》
- 1999年：SBS《Crystal》
- 2001年：MBC《情定大飯店》
- 2005年：KBS《驟雨》
- 2007年：MBC《Air City》
- 2008年：MBC《大韓民國律師》
- 2010年：KBS《國家的呼喚》
- 2011年：KBS《浪漫小鎮》
- 2019年：MBC《全都是孔多利》
- 2021年：tvN《海岸村恰恰恰》飾演 朴淑子
- 2021年：JTBC《人間失格》飾演 敏子
- 2025年：KBS2《惡人之國》飾演 崔光子

### 電影
- 1997年：《Push! Push!》
- 1999年：《The Harmonium In My Memory》
- 2000年：《身魂旅行》
- 2001年：《One Fine Spring Day》
- 2001年：《我的老婆是老大》
- 2007年：《幸福》（客串）
- 2009年：《比天堂更近的美麗》
- 2012年：《醜小鴨》
- 2016年：《德惠翁主》
- 2019年：《雞不可失》（特別出演）